# Port-d'Envaux
Port-d'Envaux /pɔʁdɑ̃ˈvo/ è un comune francese di 1 128 abitanti situato nel dipartimento della Charente Marittima nella regione della Nuova Aquitania.

## Società

### Evoluzione demografica
Abitanti censiti